# Museu Internacional de Arte Naïf do Brasil
O Museu Internacional de Arte Naïf (MIAN) foi um museu instalado no Rio de Janeiro entre 1995 e 2016. Possuía um acervo permanente de 6.000 pinturas de artistas de 120 países. Tinha a maior coleção do gênero no mundo.
Era dirigido por Jacqueline Finkelstein, filha do fundador francês Lucien Finkelstein, que, segundo ela, morreu desiludido pela falta de apoio à iniciativa .
O prédio que serviu como sede do museu é uma construção histórica que possuia, além da exposição de pinturas, uma lojinha de suvenir, um café e cursos de pintura, mosaico e outras artes manuais.
O museu estava localizado na Rua Cosme Velho, n°. 561, vizinho a estação de trem do Corcovado, e ficava aberto de segunda a sexta-feira, das 13 às 17 horas.

## De portas fechadas
O Museu Internacional de Arte Naïf (MIAN) encerrou suas atividades no dia 23 de dezembro de 2016. O motivo foi a dificuldade em manter a estrutura ativa financeiramente sem patrocínios e investimentos externos. A ideia é que as obras do museu sejam repassadas para o governo do Rio de Janeiro. Jacqueine Finkelstein, diretora do museu, tentou fazer uma parceria com as secretarias municipais e estaduais de Cultura, mas até agora o museu permanece fechado. 